# Ковальський Микола Павлович
Микола Павлович Ковальський (*19 березня 1929, Острог — †5 жовтня 2006, Острог) — доктор історичних наук, професор, заслужений діяч науки і техніки України, академік Міжнародної Слов'янської Академії наук (США), проректор з наукової роботи Острозької Академії, дійсний член Української вільної академії наук в США (2000 р.), голова Острозького осередку Українського історичного товариства, керівник Острозького відділення Інституту археографії і джерелознавства ім. М. С. Грушевського НАН України, засновник сучасної джерелознавчої наукової школи України.

## Життєпис
У 1946 році закінчив Острозьку СШ № 1 і в 1947 році — педагогічне училище, в 1952 році — історичний факультет Львівського державного університету. В 1958 році захистив кандидатську, а в 1984 році докторську дисертацію на тему: Источники по истории Украины XVI- первой половины XVII в. Заснував наукову школу джерелознавства історії України XVI–XVIII ст.. Автор понад 500 наукових, науково-популярних і методичних праць з історії України, джерелознавства, історіографії; історії Острога присвятив низку своїх досліджень.

## Нагороди
- Нагороджений знаком «Відмінник освіти України» (1999 р.)
- Нагороджений відзнакою Президента України, медаллю «Захиснику Вітчизни»

## Цікаві факти
- Наукова бібліотека Національного університету «Острозька академія» поповнилася унікальною колекцією книг Миколи Павловича Ковальського, яку за його заповітом передала Академії його донька Ірина Миколаївна Ковальська. Це понад три тисячі унікальних видань, чимало з яких містять автографи авторів. Цікавим фактом є те, що за свою роботу в Академії професор Ковальський щороку завдяки своїм іноземним зв"язкам поповнював бібліотеку університету унікальними виданнями української наукової і літературної діаспори[4].
- Першим чоловіком рідної тітки М. П. Ковальського Марії був відомий діяч УНР, член Української Центральної ради Микола Миколайович Ковальський (1885–1944). Другим чоловіком Марії Олександрівни Кікець був Лев Биковський, відомий український бібліограф і член першої Управи Української Вільної Академії наук у Нью-Йорку.
- Рідний дядько М. П. Ковальського — Володимир Олександрович Кікець був відомим науковцем-хіміком. Ще й досі, укладеним ним підручником з хімії користуються студенти російських вузів.
- Про М. П. Ковальського розповідали наступне: коли він приймав екзамен, або залік і, за своєю звичкою, розхитувався на стільці із цигаркою у руці, примовляючи «Маразм, маразм…» то для студентів це іще не було чимось страшним. Коли ж Микола Павлович переставав розхитуватись і промовляв «Фантастика!» то треба було тікати разом із заліковкою (із усних свідчень його учнів).
- М. П. Ковальський, приймаючи іспит, або залік, неодноразово зачиняв студентів у своєму кабінеті завідувача кафедри і на деякий час виходив. Останні знайшли вихід — використовувати його телефон, що стояв на столі, після чого ця практика була скасована (зі свідчень його колег).

## Вибрана бібліографія праць
- Ковальський М. Етюди з історії Острога [Архівовано 29 Липня 2017 у Wayback Machine.]. Нариси.-Острог, 1998.- 286 с. (additional link [Архівовано 23 Квітня 2021 у Wayback Machine.])
- Ковальський Н. П. Акт 1603 года раздела владений князей Острожских как исторический источник // Вопросы отечественной историографии и источниковедения.- Днепропетровск.,1975.- Вып.2.- С.113-137.
- Ковальський М. П. Документальні джерела з історії м. Острога і Острожчини, виявлені в Головному архіві давніх актів (АГАД) у Варшаві// Матеріали IV науково-краєзнавчої конференції «Остріг на порозі 900-річчя».- Сокаль,1993.- С.65-74.
- Ковальський М. П. Політичні і культурні зв'язки західно-українських земель з Російською державою в кінці XVI–XVII ст. // Доповіді та повідомлення (Львівський ун-т), вип. 7, ч. 2, 1957.
- Ковальський М. Шедевр поліграфічного мистецтва, видатна пам'ятка XVI ст. — Острозька Біблія, 1580–1581 рр. // Ковальський М. Етюди з історії Острога: Нариси / Острозька академія. — Острог, 1998. — С. 89-99.
- Ковальський М. П. Джерела про початковий етап друкарства на Україні, Дніпропетровськ 1972.
- Ковальський М. П. Роль першодрукаря Івана Федорова (Федоровича) у поширенні біблійних текстів, Святого Письма та ідей християнської моралі // Формування основ християнської моралі в процесі духовного відродження України, 1, Остріг 1995.
- Ковальський М. П. Острозькі стародруки 1598 р. // Український альманах 1998 р., Варшава 1998.
- Ковальський М., Андрійчук О. «Книжка словенская рекомая грамматика» — друге видання «Острозького букваря» 1598 р. // Волання з Волині, 1998, 1.
- Ковальський М. П. Джерела з історії Вінниччини 16 — 18 ст. — «Вінницька обласна історико-краєзнавча конференція. ТД», Вн., (7-а), 1989 р., с. 21 — 22.
- Місце Д. І. Яворницького у вітчизняному історіографічному процесі. Ковальський М. П.[5]
- Некоторые проблемы теории и методики исторического источниковедения[6]
- Проблеми теоретичного джерелознавства в колективній праці кінця XIX ст. французьких істориків Ш. Ланглуа і Ш. Сеньобоса[7]
- Теоретичне обґрунтування Грушевськознавства: (до 70-ліття Любомира Винара) «До 70-ліття Любомира Винара (М. П. Ковальський, А. Атаманенко)[8]